# Verzasca
 (août 2025).
Si vous disposez d'ouvrages ou d'articles de référence ou si vous connaissez des sites web de qualité traitant du thème abordé ici, merci de compléter l'article en donnant les références utiles à sa vérifiabilité et en les liant à la section « Notes et références ».
Pour les articles homonymes, voir Verzasca (homonymie).
La Verzasca est une rivière suisse, et un affluent du Tessin, lui-même affluent du Pô. Il est barré par le barrage de Contra.

### Sources
- (de) Cet article est partiellement ou en totalité issu de l’article de Wikipédia en allemand intitulé « Verzasca (Fluss) » (voir la liste des auteurs).